# Steinweg 21 (Quedlinburg)

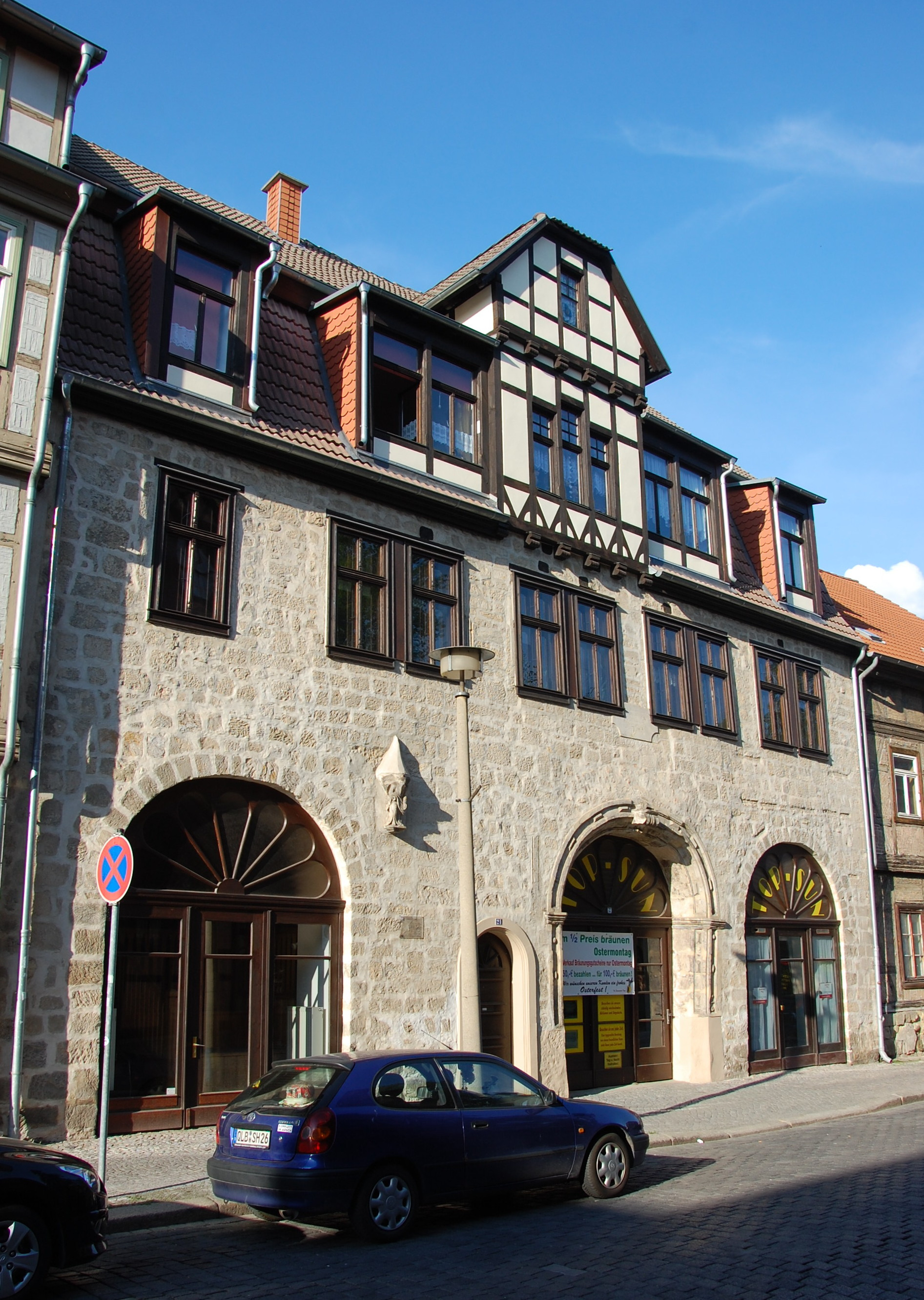
Haus Steinweg 21

Der Steinweg 21 ist eine denkmalgeschützte Hofanlage in der Stadt Quedlinburg in Sachsen-Anhalt.

## Lage
Das im Quedlinburger Denkmalverzeichnis als Kaufmannshof eingetragene Anwesen befindet sich in der historischen Neustadt Quedlinburgs auf der Nordseite des Steinwegs und gehört zum UNESCO-Weltkulturerbe. Westlich grenzt das gleichfalls denkmalgeschützte Haus Steinweg 20, östlich das Haus Steinweg 22 an.

## Architektur und Geschichte
Der Hof dürfte auf einen mittelalterlichen Adels- oder Handelshof zurückgehen. Das straßenseitige, zweigeschossige Gebäude wurde im Stil der Renaissance im frühen 17. Jahrhundert in, für Quedlinburg ungewöhnlich, massiver Bauweise errichtet. Im Erdgeschoss bestehen vier als Rundbögen ausgeführte Öffnungen. Es besteht ein prächtig gestaltetes, aus sogenannten Diamantquadern gebautes Gewändeportal. Zum Hof hin sind Sandsteingewände erhalten. Die Toreinfahrt verfügt über profilierte, mit Kämpfern versehene Gewände.
Am Haus ist eine ebenfalls aus Sandstein gefertigte Konsolfigur vorhanden, die vermutlich aus dem 16. Jahrhundert von einem gotischen Vorgängerbau stammt.
1674 wurde das Haus restauriert. Im Jahr 1797 kam es zu einem Brand, in dessen Folge das Haus umgebaut wurde und weitgehend sein heutiges Erscheinungsbild erhielt. 1905 wurde das Dach ausgebaut und dort eine Fachwerkkonstruktion aufgesetzt, die sich an der regionalen Fachwerktradition orientiert.
Der Ostflügel des Hofs wurde aus Quadermauerwerk errichtet und im 17. Jahrhundert umgebaut.